# 모리세키노시타역
모리세키노시타역(일본어: 杜せきのした駅, もりせきのしたえき)은 일본 미야기현 나토리시에 있는 역이다.

## 역사
- 2007년 3월 18일: 영업 개시.

## 역 구조
섬식 승강장을 한쪽만 사용하는 1면 1선의 고가역이다. 장래는 2선을 증설할 수 있도록 준비 공사가 이미 이루어지고 있다. 자동 매표기와 자동 개찰기(Suica 대응)가 설치된 역으로 본사가 병설되었다.

### 승강장
| 1 | 동일본 여객 철도 | (하행) | 나토리・센다이 방면 |
| 1 | 동일본 여객 철도 | (상행) | 센다이 공항 방면    |

## 역 주변
대형 상업 시설의 이온 몰 나토리와 보행자 데크에서 직결된다. 단, 갑판의 일부 구간에는 지붕이 없는 부분이 있다.
- 국도 제4호선・센다이 우회(나토리 우회)
- 센다이 동부도로

### 기타구치
- 나토리 시청
- 나토리 시민 체육관
- 나토리 시 문화 회관
- 센다이 법무국 나토리 출장소
- 미야기 현 나토리키타 고등학교
- 나토리 시립 마스다 중학교
- 호텔 루트 인 나토리

### 미나미
- 이온 몰 나토리
  - 쇼나이 은행 나토리에아리 지점
  - 이온 몰 나토리 내 우체국

## 사진

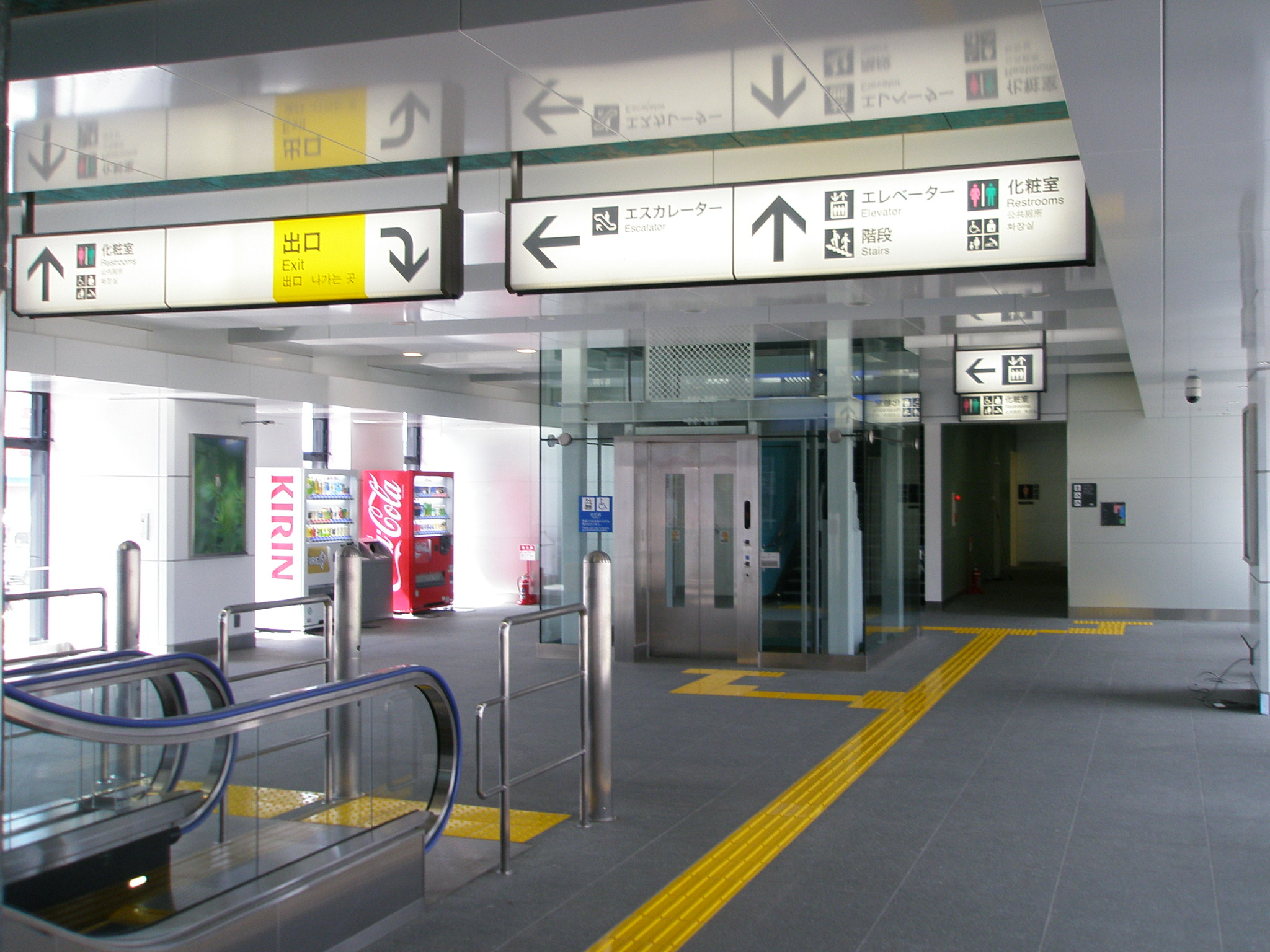
대합실
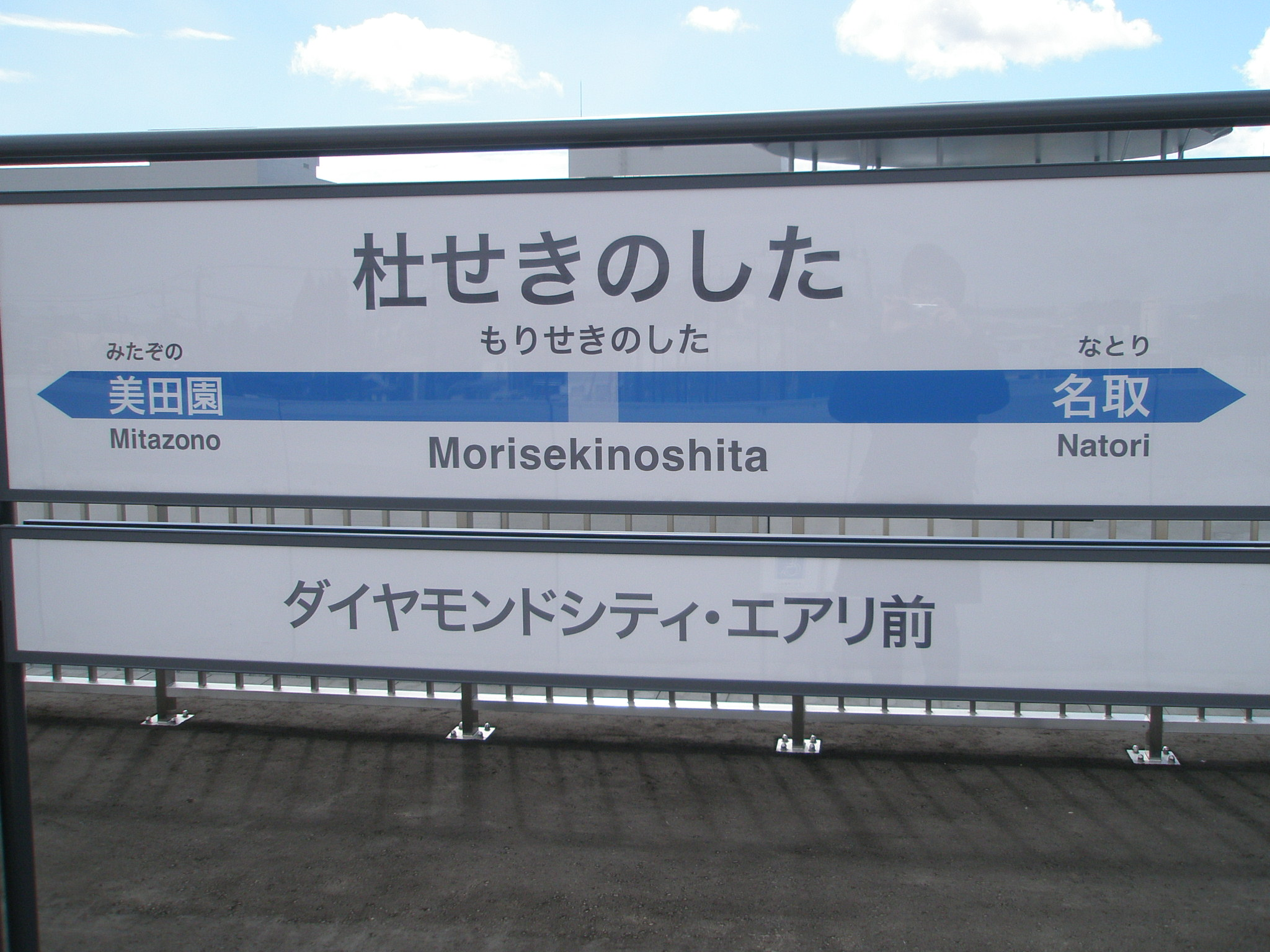
역명판

## 인접역
| 동일본 여객 철도 ■ 센다이 공항선 | 동일본 여객 철도 ■ 센다이 공항선 | 동일본 여객 철도 ■ 센다이 공항선 |
| -------------------------------- | -------------------------------- | -------------------------------- |
| 나토리 나토리 방면               | ● 보통                           | 미타조노 센다이 공항 방면        |